# Ace (Texas)
Ace é uma comunidade não incorporada localizada no condado de Polk, no estado norte-americano do Texas.